# Анджей Бек
Анджей Бек (пол. Andrzej Bek, 26 червня 1951) — польський велогонщик.
Бронзовий призер Олімпійських Ігор 1972 року в гонці на 2000 м на тандемах.